# سکینه پری
سکینه پری (زادهٔ ۱۲۷۷ یا ۱۲۸۱ خورشیدی) پزشک و نخستین جراح زن ایران بود.

## زندگی‌نامه
اطلاعات اندکی دربارۀ زندگی سکینه پری در دسترس است. حتی یک مصاحبه از او در هیچ جایی ضبط نشده و نام سکینه پری در میان تاریخ پر از هیاهوی سیاسی مردانه ایران گم شده است. سکینه پری طبق برخی منابع در ۷ آبان ۱۲۸۱ در باغچه‌سرای امپراتوری روسیه به‌دنیا آمد. البته تاریخ تولد او بر روز سنگ مزارش ۱۲۷۷ ثبت شده‌است و در مورد محل تولدش هم دو روایت متفاوت وجود دارد. برخی منابع فارسی محل تولد او را شهر همدان نوشته‌اند، اما خودش در مصاحبه‌ای با مجلهٔ اطلاعات بانوان در سال ۱۳۵۲ محل تولدش را شوروی ذکر کرد. پدر او از اهالی همدان و مادرش ارمنی بود. وی تحصیلات مدرسه و دانشگاه خود را در شهر آستراخان به‌پایان رساند و در سن ۲۶ سالگی مدرک پزشکی عمومی خود را دریافت کرد. سپس به‌مدت ۵ سال در رشتهٔ تخصصی سرطان‌شناسی در مسکو تحصیل نمود. او پس از درگذشت پدر و مادرش و در حالی که ۵ سال سابقهٔ کاری داشت، در سن ۳۶ سالگی با مساعدت سفیر وقت ایران در شوروی به ایران بازگشت. سکینه پری در سن ۴۸ سالگی و پس از گذراندن آزمون‌های تئوری و عملی نزد چند پزشکِ باسابقه در تهران، موفق به دریافت تاییدهٔ تحصیلی از سوی وزارت معارف ایران شد و گواهی اشتغال و جراحی‌اش را دریافت داشت و بدین ترتیب، به عنوان نخستین جراح زن ایرانی به‌شمار آمد. (برخی منابع فارسی، سال دریافت مجوز طبابت او را ۱۳۱۳ نوشته‌اند که برابر با ۳۲ سالگی اوست که با توجه به سال فارغ‌التحصیلی وی و پنج سال سابقهٔ کاری‌اش پس از گرفتن تخصص در شوروی، درست به‌نظر نمی‌رسد). او ۱۴ سال اول طبابش را در شرکت شیلات قره‌سو گذراند، چرا که زبان ترکی را بهتر از فارسی می‌دانست. سکینه پری زندگی‌اش را پس از جدایی از همسرش، وقف یاری به مردم نمود به‌نحوی که برخی از اقدامات انسان‌دوستانهٔ وی را با آلبرت شوایتزر مقایسه کرده‌اند. با آنکه سال‌های پایانی زندگی سکینه پری در تنگدستی گذشت، اما هیچگاه از طبابت رایگان برای تهیدستان دست برنداشت. او خود می‌گفت: «زندگی من با عشق و خدمت به مردم آمیخته بود.»